# Nyandeng Malek Deliech
Nyandeng Malek Deliech (* 1964 in Cuiebet, Region Bahr al-Ghazal, Sudan) ist eine südsudanesische Politikerin. Deliech war zwischen 2010 und 2015 die erste weibliche Gouverneurin Südsudans für den Bundesstaat Warrap.

## Leben

### Jugend und Ausbildung
Nyandeng Malek Deliech wurde 1964 im Ort Cuiebet in der Region Bahr al-Ghazal im damaligen Sudan geboren. Im Alter von 13 Jahren zog Deliech zu ihrer Tante nach Juba, um dort eine bessere Schulausbildung zu genießen. Ihre Tante unterstützte sie bei ihren Bestrebungen, eine bessere Ausbildung zu erlangen. Deliech schloss die Sekundarschule in Gezeria im Jahr 1984 ab.
Nach ihrer Schulausbildung begann Deliech, auf Lehramt an der Universität von Zagazig (Ägypten) zu studieren, und schloss das Studium 1991 mit einem Bachelor ab. 2003 absolvierte sie zudem einen Master an der University of Wolverhampton.

### Politisches Engagement und Karriere
Während ihres Studiums in Ägypten engagierte sich Deliech für die Sudanesische Volksbefreiungsbewegung. Während des Unabhängigkeitskampfes Südsudans unterrichtete sie unter anderem in „befreiten Gebieten“.
2007 wurde Deliech zur stellvertretenden Gouverneurin und Bildungsministerin des Bundesstaates Warrap gewählt. Sie trat später aufgrund von Meinungsverschiedenheiten mit dem Gouverneur zurück. 2010 wurde sie in allgemeinen Wahlen als erste Frau im Südsudan zur Gouverneurin gewählt, sie wurde am 25. Mai 2010 vereidigt. In ihrem Amt setzte sich für vor allem für bessere Ausbildungschancen für Mädchen ein.
Nachdem Deliech 2015 18 Beamte entlassen hatte, erfuhr sie starke Kritik für ihre Entscheidung, unter anderem wurden Rücktrittsforderungen aufgrund angeblicher Korruption laut. Am 10. Mai 2015 lief die Amtszeit Deliech aus, sie blieb jedoch aufgrund verschobener Wahlen zunächst im Amt.